# سیرل سولنیر
سیرل سولنیر (فرانسوی: Cyril Saulnier‎؛ زادهٔ ۱۶ اوت ۱۹۷۵) یک تنیس‌باز اهل فرانسه است.